# Birieux
Birieux ist eine französische Gemeinde mit 280 Einwohnern (Stand: 1. Januar 2022) im Département Ain in der Region Auvergne-Rhône-Alpes. Sie gehört zum Kanton Villars-les-Dombes im Arrondissement Bourg-en-Bresse. Die Einwohner werden Birotans genannt.

## Geografie
Birieux liegt inmitten der Seenlandschaft der Dombes, etwa 31 Kilometer südsüdwestlich der Präfektur Bourg-en-Bresse. Umgeben wird Birieux von den Nachbargemeinden Villars-les-Dombes im Norden, Versailleux im Nordosten, Joyeux im Osten, Le Montellier im Osten und Südosten, Montluel im Süden, Saint-Marcel im Westen sowie Lapeyrouse im Nordwesten.

## Bevölkerungsentwicklung
| Jahr                       | 1962 | 1968 | 1975 | 1982 | 1990 | 1999 | 2006 | 2013 | 2020 |
| Einwohner                  | 125  | 110  | 97   | 102  | 125  | 145  | 211  | 280  | 285  |
| Quellen: Cassini und INSEE |      |      |      |      |      |      |      |      |      |

## Sehenswürdigkeiten

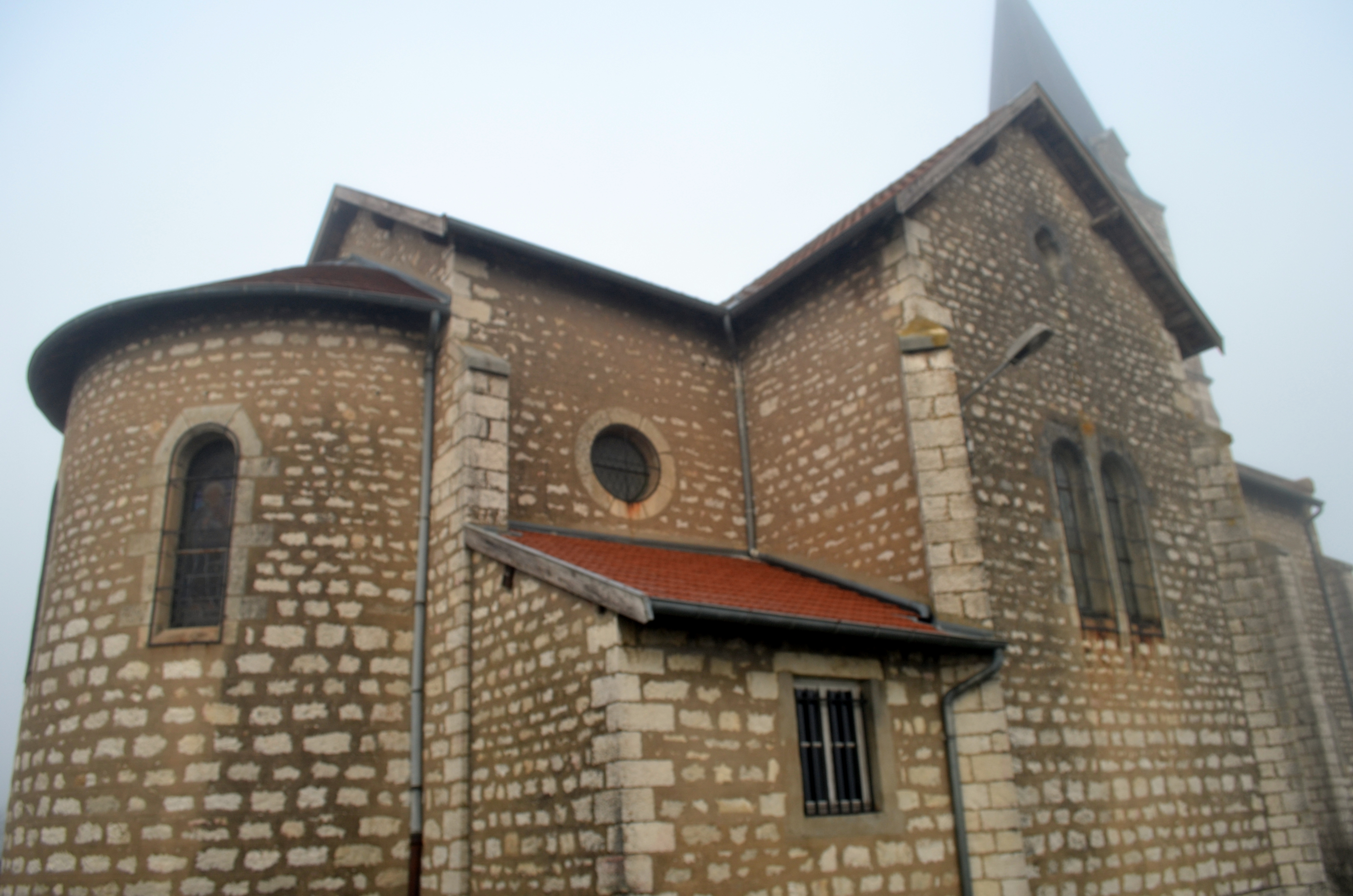
Kirche Saint-Pierre
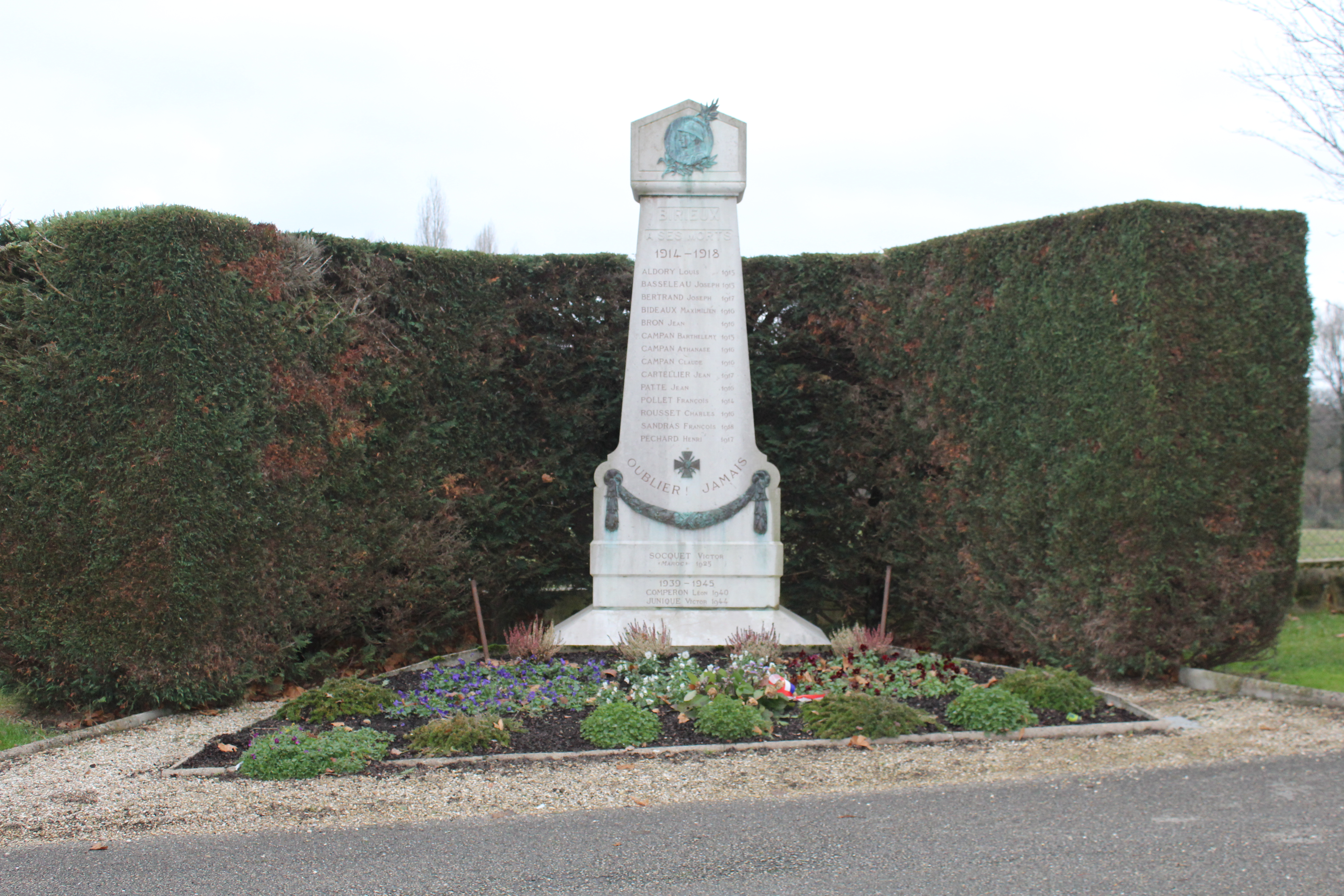
Gefallenendenkmal

- Kirche Saint-Pierre
- Gefallenendenkmal